# Cầu Sêrêpôk
Cầu Sêrêpôk là một cây cầu bắc qua sông Srêpốk trên Quốc lộ 14, nối liền hai tỉnh Đắk Lắk và Đắk Nông thuộc vùng Tây Nguyên, Việt Nam.

## Vị trí
Cầu có lý trình tại Km 733+900 Quốc lộ 14, cách trung tâm thành phố Buôn Ma Thuột khoảng 15 km về phía tây nam. Đầu cầu phía đông thuộc xã Hòa Phú, thành phố Buôn Ma Thuột, tỉnh Đắk Lắk; còn đầu cầu phía đông thuộc xã Tâm Thắng, huyện Cư Jút, tỉnh Đắk Nông.

## Lịch sử
Cầu Sêrêpôk cũ được xây dựng dưới thời Pháp thuộc từ năm 1939 đến năm 1941, còn được gọi là cầu 14 do nằm trên tuyến đường 14. Lực lượng xây dựng cầu khi đó có cả các tù nhân chính trị ở nhà đày Buôn Ma Thuột. Cầu được thiết kế với kết cấu giàn bê tông cốt thép liên tục chạy dưới, dài 169,5 m, có 4 nhịp, rộng 5 m, hai làn đường cho người đi bộ 1,37 m, làn đường xe chạy là 2,8 m, tải trọng 5 tấn. Vào những năm đầu thập niên 40 của thế kỷ XX thì cầu Sêrêpôk thuộc loại hiện đại và có kiến trúc đẹp.
Năm 1985, trước tình hình phát triển của vận tải đường bộ, cầu Sêrêpôk xây dựng từ thời Pháp không thể tiếp tục đáp ứng được nhu cầu vận chuyển về cả tải trọng và mật độ phương tiện nên Bộ Giao thông vận tải quyết định đầu tư xây dựng cây cầu mới thay thế cho cầu cũ tải trọng nhỏ và đã xuống cấp. Cầu Sêrêpôk mới được xây dựng tại lý trình Km 1793+900 đường Hồ Chí Minh, cách cầu cũ 30 m về phía bắc. Cầu dài 176 m, có kết cấu bê tông cốt thép dầm giản đơn, gồm 5 nhịp, chiều rộng 11 m, có 2 làn xe cơ giới rộng 7 m và 2 làn đi bộ rộng mỗi làn 1,25 m. Công trình do Khu Đường bộ 5 làm chủ đầu tư và Công ty Công trình Giao thông 510 của Tổng công ty Công trình Giao thông 5 thuộc Bộ Giao thông vận tải thi công. Cầu được hoàn thành và đưa vào sử dụng từ tháng 10 năm 1992. Từ đó, các phương tiện lưu thông trên quốc lộ 14 đều qua cây cầu mới.
Vào năm 2016, một cây cầu thứ ba nằm giữa hai cầu cũng đã được hoàn thành phục vụ nhu cầu đi lại ngày càng tăng trên Quốc lộ 14.

## Sự kiện tai nạn giao thông
Vào tối ngày 17 tháng 5 năm 2012, một xe khách đi theo hướng từ Buôn Ma Thuột về Thành phố Hồ Chí Minh đã tông vào lan can cầu Sêrêpôk và rơi xuống sông. Vụ tai nạn đã làm 34 người thiệt mạng và hơn 20 người bị thương.